# Semi Joseph Begun
Semi Joseph Begun (Gdańsk, 2 de dezembro de 1905 — Cleveland, 5 de janeiro de 1995) foi um engenheiro e inventor alemão que imigrou para os Estados Unidos.